# El Chavo del Ocho

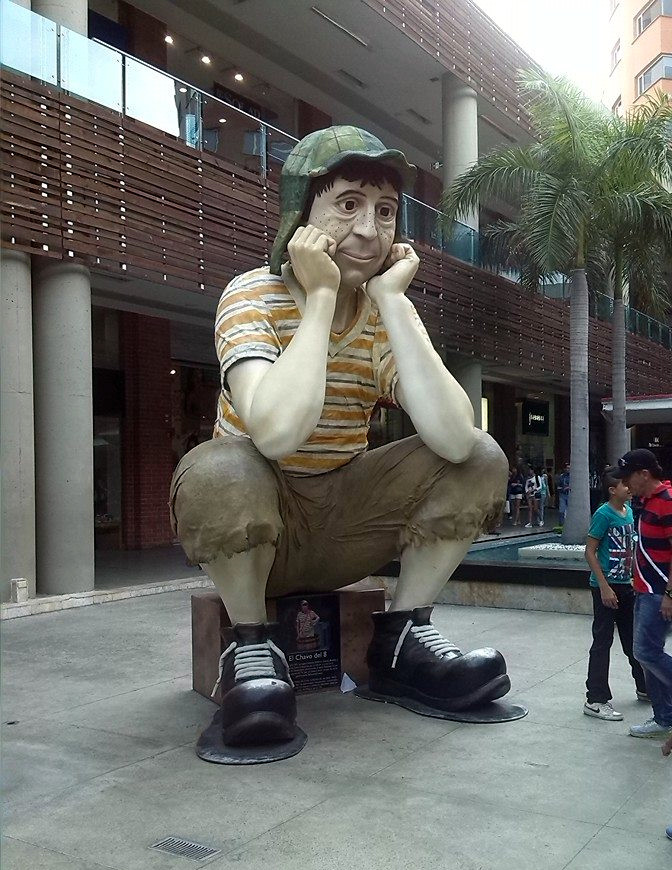

El Chavo del Ocho ist eine mexikanische Fernsehserie, die in ganz Lateinamerika, Spanien und einem Teil der USA Erfolge feierte. Sie wurde in mehrere Sprachen übersetzt, unter anderem Englisch, Brasilianisches Portugiesisch, Hindi und Russisch. Erste Sendungen wurden 1971 produziert, von 1973 bis 1980 wurde die Serie wöchentlich ausgestrahlt. Seit 2006 gibt es den Chavo del Ocho als Zeichentrickserie.

## Handlung
Die Serie dreht sich um den Alltag des Chavo del Ocho (span. für Der Junge aus Nummer Acht), ein mexikanischer Junge aus einer Wohnsiedlung in Mexiko-Stadt, und deren Bewohner. In der Sendung werden meist Themen wie Armut und Verwahrlosung von Straßenkindern humorisiert. Charakteristisch für die Sendung ist der Sprachwitz, der vor allem auf Doppeldeutigkeiten basiert, und den daraus resultierenden Verwirrungen.
Die Acht stand ursprünglich für den Sendeplatz der Serie auf Kanal 8 des mexikanischen Fernsehens. Nachdem sich dieser geändert hatte, und um Verwirrung zu vermeiden, wurde die Nummer der Wohnung des Chavo als Erklärung herangezogen. Allerdings ist Wohnung Nummer acht nie in der Serie zu sehen, stattdessen nutzt der Junge ein Fass auf dem Gelände des Wohnblocks als bevorzugten Aufenthaltsort.

## Hauptpersonen
- El Chavo del Ocho (Roberto Gómez Bolaños) ist ein mexikanischer Junge und wohnt im Fass der Wohnsiedlung. Sein wirklicher Name ist nicht bekannt. Er ist immer unschuldig, mit guten Absichten und wird dadurch oft Opfer der anderen Kinder.

- Quico (Carlos Villagrán) ist der Sohn von Doña Florinda und verzogen. Er ist arrogant und möchte immer im Mittelpunkt stehen. Er ist immer im Matrosenanzug gekleidet und fällt zudem durch seine dicken Backen auf.

- Don Ramón (Ramón Valdés) ist ein Witwer in der Nachbarschaft. Er möchte keine Probleme haben, wird aber immer wieder Teil des turbulenten Geschehens. Don Ramón ist ein fauler Arbeitsloser ohne Bildung aber mit Herz.

- Doña Florinda (Florinda Meza) ist die Mutter von Quico. Sie ist überzeugt, dass sie und ihr Sohn der Nachbarschaft moralisch und finanziell überlegen sind.

- Profesor Jirafales (Rubén Aguirre) ist der Lehrer im Stadtviertel und unterhält eine romantische Beziehung mit Doña Florinda.

- La Chilindrina (Maria Antonieta de las Nieves) ist die Tochter von Don Ramón. Sie ist ein kluges und manipulierendes Mädchen, die aber auch sehr süß und solidarisch mit Chavo und ihrem Vater Ramón sein kann.

- La bruja del 71 (Angelines Fernandez) ist eine mittelalte, nicht sehr attraktive Dame, die von den Kindern für eine Hexe gehalten wird. Sie ist ewig in Don Ramón verliebt.